# David Neil Cutler
David Neil Cutler, Sr. (né le 13 mars 1942) est un ingénieur en logiciel informatique, concepteur et développeur de plusieurs systèmes d'exploitation dont RSX-11M, VMS et VAXELN systems de Digital Equipment Corporation et Windows NT de Microsoft.